# Полатлъ
Полатлъ (на турски: Polatlı) е град и район във вилает Анкара, в  Централен Анадол, на 80 км западно от столицата Анкара, по пътя към Ескишехир. Старото име на града от гръцко време е Гордион (на старогръцки: Γόρδιον). 
Според преброяването от 2019 г. населението на района е 125 075 души, от които 98 605 живеят в град Полатлъ. Територията на района е 3 789 кв. км, а средната височина е 850 м.   